# Une vie toute neuve
Pour plus de détails, voir Fiche technique et Distribution.
Une vie toute neuve (hangeul : 여행자 ; hanja : 旅行者 ; RR : Yeohaengja ; MR : Yŏhaengja ; litt. « Voyageur ») est un film dramatique franco-sud-coréen réalisé par Ounie Lecomte, sorti en 2009.

## Synopsis
Corée du sud, en 1975. Jinhee a neuf ans. Elle adore son père avec qui elle a des rapports confiants. Pourtant, un jour, celui-ci, lui ayant fait croire qu'elle va partir pour un beau voyage, la place dans un orphelinat géré par des religieuses. 
Jinhee vit difficilement cet abandon auquel elle refuse d'abord de croire et rejette l'idée d'être adoptée. Elle s'enferme dans le mutisme et refuse de se plier aux règles de l'orphelinat. Mais on ne peut ainsi résister au destin et, la douceur et l'adresse psychologique des sœurs aidant, elle s'intègre et se lie avec quelques amies . Au rythme des petites aventures de la vie enfantine et des séparations dues aux adoptions, elle finit par se faire à l'idée de rompre avec son passé et d'être adoptée. Finalement, elle partira au loin dans une famille en France. Bien que ce soit la promesse d'une nouvelle vie, cela signifie également faire définitivement le deuil de son père bien-aimé et aussi de tout l'orphelinat auquel elle s'était attachée.

## Fiche technique
- Titre : Une vie toute neuve
- Titre original : 여행자 (Yeohaengja)
- Titre anglias : A Brand New Life
- Réalisation et scénario : Ounie Lecomte
- Musique : Jimmy Sert
- Décors : Baek Gyeong-in
- Costumes : Gwon Yu-jin
- Photographie : Kim Hyun-seok
- Son : Lee Seong-jin
- Montage : Kim Hyeong-joo
- Production : Lee Chang-dong, Lee Joon-dong et Laurent Lavolé
- Sociétés de production : Now Film et Gloria Films
- Sociétés de distribution : Fine Cut (Corée du Sud), Diaphana Films (France)
- Pays de production :  Corée du Sud /  France
- Langue originale : coréen
- Format : couleur - 1.85 : 1 - Dolby SRD - 35 mm
- Genre : drame
- Durée : 92 minutes
- Dates de sortie : 
  - France : 20 mai 2009 (Festival de Cannes) ; 6 janvier 2010 (sortie nationale)
  - Corée du Sud : 29 octobre 2009
  - Belgique : 6 janvier 2010

## Distribution
- Kim Sae-ron : Jin-hee
- Do Yeon Park : Sook-hee
- Ko Ah-seong : Ye-shin
- Myeong-shin Park : Bo-mo
- Man-seok Oh : le directeur Koo
- Sol Kyung-gu : le père de Jin-hee
- Seong-kun Mun : le docteur
- Hyun-joo Baek : Sœur Lim
- Yejin Jeong : Sœur Park
- Hackjin Mun : Seong-soo
- Yoo-nah Kim : Madame Choi
- Hanbyoul Lee : Miseong
- Robert Youngs : le père adoptif de Sook-hee
- Lara Tosh : la mère adoptive de Sook-hee
- Richard Wilson : le marionnettiste américain
- Inbai Go : le prêtre
- Hyeyoung Hwang : l'infirmière

## Production
Pour le scénario de son premier film, la réalisatrice Ounie Lecomte choisit le thème sur l'adoption situation qu'elle a vécu à partir de l'âge de huit ans parce que ses parents se sont séparés et que le divorce « avait et a encore aujourd’hui en Corée une image très négative, avec une forte stigmatisation sociale ». En même temps qu'elle travaille le scénario avec le réalisateur Lee Chang-dong en tant qu'adaptateur, elle précise qu'elle a « pris des libertés avec [s]on histoire personnelle. Le récit n'est pas entièrement autobiographique ».
Le tournage a lieu à Séoul « pendant quarante jours dans la continuité de l’histoire ».

## Accueil

### Sorties internationales
Après l'avant-première au Festival de Cannes en fin mai 2009, Une vie toute neuve est sorti le 29 octobre 2009 en Corée du Sud.
Sortie en salle en Belgique et en France le 6 janvier 2010.

### Critiques
- par Arnaud Schwartz de La Croix :

"Une œuvre magnifique, épurée et bouleversante, évoquant la vie d'une petite fille dans "l'entre-deux" de l'abandon et de l'adoption."
- Télérama :

"Cette histoire d'abandon, dans la Corée du Sud de 1975, donne un premier long métrage très personnel, quasi-huis clos entre les murs et le jardin fané d'un orphelinat. Ounie Lecomte, actrice, costumière et cinéaste, s'est inspirée de sa propre jeunesse. Elle dessine avec délicatesse le quotidien d'une communauté d'enfants perdues ... "
- Didier Perron de Libération :

"La facture du film est classique mais au meilleur sens du terme : précis et explicite, plus grave que véritablement triste. Même si à la fin de la projection, il fallait évacuer certains spectateurs pris de transe de sanglots."
- Léo Soesanto, Les Inrockuptibles :

"La mise en scène capture délicatement la vie intérieure de la gamine, chaton sauvage oscillant entre morbidité et émerveillement."
- Ciné2909 :

"Tirant son histoire de sa propre expérience, Ounie Lecomte signe un premier film réussi en grande partie grâce à la fabuleuse petite Kim Saeron, éblouissante dans son interprétation. Une vie toute neuve s'intéresse ainsi au quotidien d'un orphelinat aussi bien à travers ces enfants qui espèrent être adoptées qu'à travers la vie des sœurs qui s'occupent d'elles. Un film très juste qui ne se laisse gagner à aucun moment par l'excès de bons sentiments pour émouvoir le spectateur."

### Box-office
| Pays ou région | Box-office     | Date d'arrêt du box-office | Nombre de semaines |
| -------------- | -------------- | -------------------------- | ------------------ |
| Corée du Sud   | 18 311 entrées | 18 avril 2010              | 7                  |
| France         | 60 846 entrées | —                          | —                  |

## Distinctions

### Récompenses
- Asia Pacific Screen Awards 2009 : meilleur film pour Lee Chang-dong, Lee Joon-dong et Laurent Lavolé
- Cinekid Festival 2009 : meilleur film pour Ounie Lecomte
- Festival international du film de Tokyo 2009 : meilleur film pour Ounie Lecomte
- Berlinale 2010 : meilleure réalisatrice pour Ounie Lecomte
- Festival international du film de femmes de Salé 2010 : grand prix
- Festival international du film de Palm Springs 2010 : grand prix du Jury pour Ounie Lecomte
- Oslo Films from the South Festival 2010 : prix FIPRESCI du meilleur film pour Ounie Lecomte
- Festival international du film de Washington 2011 : prix d'excellence pour Ounie Lecomte

### Nominations
- Festival de Cannes 2009 : section « Séances spéciales »
- Asian Film Awards 2010 : meilleure révélation pour Kim Sae-ron
- Festival international du film de Washington 2011 : Nouveau film sud-coréen pour Ounie Lecomte